# Jaroslava Schallerová
Jaroslava Schallerová (nacida el 25 de abril de 1956 en Praga), a veces acreditada como Jarka Shallerová, es una actriz de cine checa muy popular durante la década de 1970. Su debut en el cine se produjo con trece años de edad en la Nueva ola checa con la adaptación del clásico Valerie y su Semana de las Maravillas. Su carrera en el cine abarcó la década de 1970 y continuó de forma intermitente hasta la década de 1990.

## Filmografía
- Valerie a týden divů (Valerie y su semana de las maravillas, 1970) .... Valerie
- Szép lányok, ne sírjatok! (1970) .... Juli
- Égi bárány (1970) .... A fiatal anya
- Hangyaboly (1971) .... Gruber Helénke
- Végre, hétfö! (1971) (as Jarka Schallerova) .... Pincérlány
- Homolka a Tobolka (1972)
- My, ztracený holky (Nosotras, chicas perdidas, 1972)
- Zlá noc (Noches malditas, 1973)
- Láska (Amor, 1973) .... Andrea Vasáková
- Die Elixiere des Teufels (El elixir del diablo, 1973)
- Malá mořská víla (La sirenita, 1975)
- Zaklęte rewiry (1975) .... Zoska
- Hasenhüter, Der (El cuidador de conejos, 1976) (TV) .... Prinzessin Adelheid/Anne
- Do posledného dychu (1976)
- 30 panen a Pythagoras (30 vírgenes y Pitágoras, 1977) .... Helena Trojanová
- Píseň o stromu a růži (La canción de los árboles y de las rosas, 1978) .... Vera Havlová
- Kočičí princ (El gato príncipe, 1978)
- Gänsehirtin am Brunnen, Die (La chica ganso y el pozo, 1979)
- Útěky domů (Huida de casa, 1980)
- Křeček v noční košili (Hámster en un saco de dormir, 1987) serie de televisión
- Uf-oni jsou tady (Uf, ya llegaron, 1990) .... madre de Jirka